# アンデルス・ヤーデルード
アンデルス・ヤーデルード （Anders Gärderud、1946年8月28日-）は、スウェーデン・ストックホルム出身の元陸上競技選手。3000m障害の元世界記録保持者であり、1976年モントリオールオリンピックの金メダリストである。
ヤーデルードが最初にメジャー大会に登場したのは1968年メキシコシティーオリンピックであった。この大会で800mと1500mに出場しているがともに予選落ちしている。その後は専門を3000m障害に変更。1972年ミュンヘンオリンピックでは優勝候補にまで挙げられるようになった。しかしオリンピックでは体調不良に苦しみ予選落ちする。また、5000mにも出場したがこちらも予選落ちした。しかし、そのわずか7日後に3000m障害で8分20秒8の世界新記録を樹立した。
1974年のヨーロッパ選手権ではポーランドのブロニスワフ・マリノフスキーに敗れるが、1975年には2度の世界新記録を樹立している。最初に記録が8分10秒4、そしてそのわずか6日後には8分9秒8を記録した。
1976年はヤーデルードにとって最高の年となる。モントリオールオリンピックでは、3000m障害でマリノフスキーと東ドイツのフランク・バウムガルトルとの激しい競い合いにより、自己の世界記録を更新する8分8秒02の世界新記録を出し、金メダルを獲得した。さらにこの勝利で、彼にスウェーデンのスポーツの最高の賞であるスヴェンスカ・ダグブラデット・ゴールドメダルを獲得した。

## 主な実績
| 年   | 大会                 | 場所                     | 種目        | 結果 | 記録      |
| ---- | -------------------- | ------------------------ | ----------- | ---- | --------- |
| 1974 | ヨーロッパ陸上選手権 | ローマ（イタリア）       | 3000 m 障害 | 銀   | 8分15秒41 |
| 1976 | オリンピック         | モントリオール（カナダ） | 3000 m 障害 | 金   | 8分08秒02 |

## 自己ベスト
- 3000m障害 8分08秒02 (1976年)